# Georges Bengesco
Gheorghe Bengescu, francisé en Georges Bengesco, né le 30 août 1848 à Craiova et mort le 23 août 1922 à Câmpulung, est un diplomate et homme de lettres roumain.

## Biographie
Fils de Grigore Bengescu, descendant par sa mère des Golescu, une famille de boyards célèbres, dont il écrira plus tard l'histoire (Une famille de boyards lettrés roumains au XIXe siècle. Les Golesco, Paris, 1922), il a fait ses études à Louis-le-Grand et à l’université de Paris, où il a obtenu un doctorat en sciences politiques et administratives. Retourné en Roumanie, il y exerce les fonctions de procureur et de juge au tribunal du comté d'Ilfov, enseignant également le français.
Entré au service diplomatique en 1872, il a, durant plus de quarante ans, fait très brillante figure dans la diplomatie de son pays. Il a été secrétaire des légations roumaines à Vienne et à Londres, arrivant dans la capitale britannique en 1882. Il fut nommé premier secrétaire en 1885 et conseiller de légation en 1889. Il a été premier secrétaire de la Légation de Roumanie à Paris, puis conseiller de légation. De 1891 à 1898, il fut ministre plénipotentiaire de Roumanie à Bruxelles, également accrédité à La Haye, jusqu'à sa démission,. Il fut un temps également en poste à Constantinople.
Bien que sa carrière l'ait presque toujours tenu hors de France, Bengesco a publié une série d'ouvrages sur la littérature du XVIIIe siècle, produisant seize livres en autant d'années, dont une bibliographie en quatre volumes de Voltaire, pour laquelle l’Académie française lui a décerné le prix Archon-Despérouses en 1883, et le prix Bordin en 1891.
Sa bibliographie sur la question d’Orient a été très appréciée par ses contemporains. Il s’est également penché sur la question dynastique en Roumanie. Comme traducteur, il a traduit Duiliu Zamfirescu et Vasile Alecsandri, et comme éditeur scientifique, il a édité les Œuvres choisies (prose et vers) de Carmen Sylva. Ses études en roumain portent sur l'activité littéraire de celle-ci et des membres de la famille Golescu.
Membre de l’administration de la Société d'Histoire littéraire de la France, Bengesco en est devenu vice-président. Il représenta la Roumanie à la Société d'histoire diplomatique. Élu membre correspondant de l'Académie roumaine en 1883, il accède au statut de titulaire en 1921. Il a fait don à la Bibliothèque nationale de l’importante collection d’ouvrages qu’il avait réunie sur Voltaire.

## Publications
- Une confédération orientale comme solution de la question d’Orient : par un Latin, Paris, Plon, 1905, 289 p., carte ; 18 cm (OCLC 692476891, lire en ligne sur Gallica).
- Prologue pour la représentation donnée sur le théâtre de la villa Saint-Georges, à Bucarest, le 18 février 1889, Paris, Librairie des bibliophiles, 1889, 12 p., in-8º (OCLC 456938012, lire en ligne sur Gallica).
- La Question dynastique en Roumanie : par un paysan du Danube, Paris, Achille Heymann, 1889, 76 p., in-8º (OCLC 9210812, lire en ligne sur Gallica).
- Bibliographie franco-roumaine du XIXe siècle, Bruxelles, Paul Lacomblez, 1895 (réimpr. 1907), xliii, 218 p., in-8º (OCLC 1407687147, lire en ligne sur Gallica).
- Essai d’une notice bibliographique sur la question d’Orient : Orient européen, 1821-1897, Bruxelles ; Paris, P. Lacomblez ; H. Le Soudier, 1897, xiii, 327 p., in-8º (OCLC 6427802, lire en ligne).
- (ro) Câteva Suvenire ale carieri mele, Ion Ghica, V. Aleesandri, Alexandru Lahovari, Bruxelles, Paul Lacomblez, 1899, v-371 p. (OCLC 458414791).
- Carmen Sylva intime : la famille, l’enfance, l’éducation, les fiançailles, le mariage, la maternité, l’œuvre littéraire et l’œuvre philanthropique, Paris, Felix Juven, 1905, 289 p., ill. ; 21 cm (OCLC 1407776852, lire en ligne sur Gallica).
- Les Golesco : une famille de Boyards lettrés roumains au XIXe siècle, Paris, Plon, 1921, vii-284 p., 4 pl. ; 11 portraits en h.-t (OCLC 909689913, lire en ligne).
- Notice bibliographique sur les principaux écrits de Voltaire ainsi que sur ceux qui lui ont été attribués, Paris, A. Quantin, 1882, 114 p., gr. in-8º (lire en ligne sur Gallica).
- avec Émile Picot, Alexandre le Bon, prince de Moldavie. (1401-1433) : fragment d’une histoire de la Moldavie depuis les origines jusqu’à la fin du XVe siècle, Vienne, Adolphe Holzhausen, 1882, viii, 98 p. (OCLC 35691846, lire en ligne).